# K’cimi
K’cimi – tradycyjny taniec wywodzący się z rolniczo-pasterskiego okręgu Tropoja położonego w obwodzie Kukës, w północno-wschodniej Albanii, przy granicy z Czarnogórą i Kosowem (Serbią). Wykonywany spontanicznie podczas spotkań towarzyskich oraz w trakcie różnych ceremonii (np. ślubów i wesel, urodzin, tradycyjnych obrzędów inicjacyjnych i innych wiejskich uroczystości).
W 2024 roku podczas odbywającej się w Asunción 19. sesji Międzyrządowego Komitetu ds. Ochrony Niematerialnego Dziedzictwa Kulturowego taniec wpisany został na listę reprezentatywną niematerialnego dziedzictwa kulturowego UNESCO.

## Charakterystyka

Okręg Tropoja na mapie Albanii

Taniec wykonywany jest przy akompaniamencie bębnów, fletu, a także dwustrunowego instrumentu muzycznego zwanego çifteli. K’cimi tańczą osoby w różnym wieku – zarówno mężczyźni, jak i kobiety oraz dzieci – najczęściej w parach, które jednak zmieniają się w zależności od okazji i doboru tancerzy. Partnerzy w trakcie tańca nie mają ze sobą kontaktu dotykowego, jednak ciągle są zwróceni do siebie twarzami. Rytm jest szybki i dynamiczny, tancerze krążą wokół siebie, unosząc i opuszczając ramiona, tułów pozostaje zaś wyprostowany. Wykonywany taniec przeważnie jest improwizowany i cechuje się dużą swobodą ekspresji. Tańczący często noszą tradycyjne ludowe stroje, choć współcześnie również bardziej niekonwencjonalne ubrania. Kobiety podczas tańca mogą machać chusteczką, która tradycyjnie jest w kolorze czerwonym.
K’cimi pierwotnie wykonywano wyłącznie w okręgu Tropoja. Taniec związany był z obrzędami powitania wiosny i kojarzony z górzystymi krajobrazami oraz lotem orłów – symbolem siły i lokalnej tożsamości. Z czasem stał się praktykowany przez cały rok i przez społeczności z innych regionów Albanii. Grupy taneczne prezentują k’cimi podczas festiwali zarówno lokalnych, jak i odbywających się w innych częściach kraju.
Taniec wzmacnia poczucie przynależności do wspólnoty oraz integruje społeczność okręgu. Transmisja tradycji odbywa się z pokolenia na pokolenie w rodzinach, gdzie starsi członkowie pokazują taniec i uczą go dzieci i młodzież. W nauczaniu i promowaniu tańca oraz przekazywaniu wiedzy na jego temat uczestniczą też miejscowe organizacje pozarządowe działające w Tropojë oraz funkcjonujące wśród emigrantów z tego regionu w stolicy kraju, Tiranie. Koordynują one współpracę między tancerzami, muzykami oraz twórcami tradycyjnych strojów.